# Kowieńskie Centrum Kultury Różnych Narodów

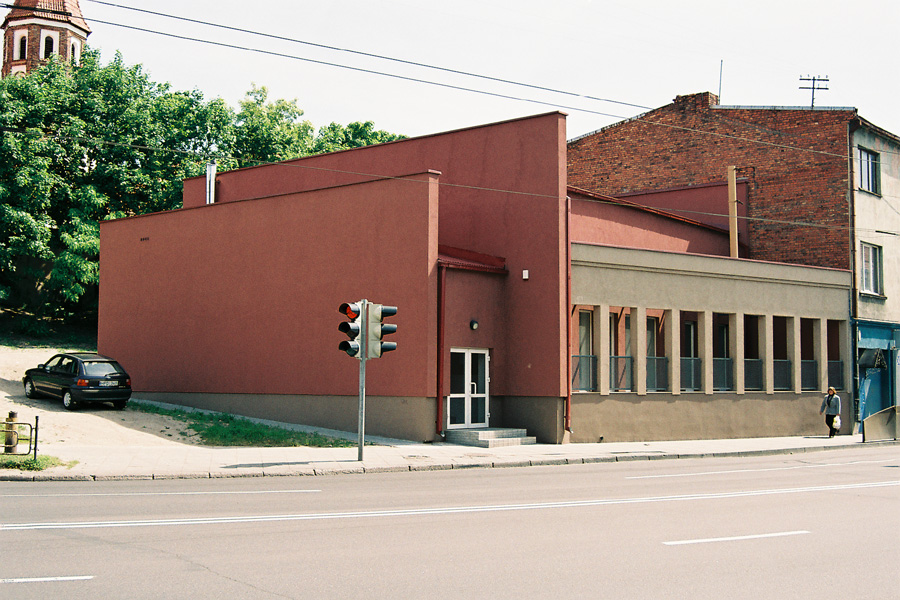
Ulica Św. Gertrudy 58, Kowno,
LT 44261, Litwa

Kowieńskie Centrum Kultury Różnych Narodów – placówka kulturalno-oświatowa na Litwie, której działalność pomaga w zachowaniu tożsamości kulturowej mniejszości narodowych oraz wspiera pozytywną integrację mniejszości narodowych do społeczeństwa litewskiego. Instytucja rozwija wartości tolerancji międzykulturowej i narodowościowej, dąży do tworzenia społeczeństwa obywatelskiego.

## Historia
Placówka powstała 30 kwietnia 2004 roku. Została ona założona przez Departament Mniejszości Narodowych i Wychodźstwa przy Rządzie Republiki Litewskiej oraz Radę samorządu Kowna. 18 listopada 2004 r. odbyła się uroczysta inauguracja budynku Kowieńskiego Centrum Kultury Różnych Narodów. Po wykonaniu uchwałą Rządu Republiki Litewskiej reorganizacji Departamentu Mniejszości Narodowych i Wychodźstwa, od 1 stycznia 2010 r. prawa udziałowcy instytucji przekazano Ministerstwu Kultury Republiki Litewskiej. Od momentu założenia kierownikiem placówki jest dyrektor Dainius Babilas.

## Działalność
Co roku placówka organizuje około 70 przedsięwzięć kulturalnych: koncertów, wystaw, wieczorków, recytacji poezji, prezentacji dziedzictwa kulinarnego i książek. Organizuje również szkolenia oraz seminaria dla kierowników społeczności, liderów, aktywnych członków organizacji mniejszości narodowych i dla młodzieży. Placówka zaprasza naukowców i specjalistów na konferencje naukowe, seminaria i dyskusje o historii, działalności, aktualnościach i problemach mniejszości narodowych, procesach integracyjnych. Administracja instytucji gromadzi, systematyzuje oraz rozpowszechnia materiał na temat mniejszości narodowych, pomaga naukowcom, studentom i uczniom w wykonaniu badań, przygotowuje komunikaty i artykuły prasowe, uczestniczy w audycjach telewizyjnych i radiowych.
W latach 2006–2012 placówka organizowała doroczny festiwal narodów Litwy „Kulturowe mosty” – jedno z największych na Litwie przedsięwzięć kulturalnych mniejszości narodowych. Podczas imprezy wystąpiły najlepsze zespoły artystyczne mniejszości narodowych na Litwie, organizowane były prezentacje rzemiosł i akcje twórczości dziecięcej. Festiwal tradycyjnie organizowany w centrum Kowna pod gołym niebem, w 2013 r. zorganizowano w Olicie. W 2008 oraz 2013 roku placówka organizowała Festiwal Szkółek Niedzielnych Mniejszości Narodowych Litwy, który co roku odbywa się w innym mieście kraju.
Od 2006 roku instytucja regularnie organizuje projekty fotograficzne, w ramach których zawodowi fotograficy współpracują ze społecznościami mniejszości narodowych oraz uczniami szkół Litwy przy tworzeniu wystaw prezentujących różne kultury. Później są one prezentowane i wystawiane w krajowych centrach kultury, galeriach, szkołach, centrach handlowych i innych miejscach publicznych.
Placówka ściśle współpracuje z organizacjami pozarządowymi mniejszości narodowych (Polaków, Ormian, Białorusinów, Romów, Rosjan, Tatarów, Ukraińców, Niemców, Żydów i in.). W lokalach instytucji stale odbywają się przedsięwzięcia społeczności mniejszości narodowych, zebrania oraz próby zespołów artystycznych.
Jest to jedyna instytucja w regionie kowieńskim o takim profilu działalności. Podobna instytucja w Wilnie – Dom Wspólnot Narodowych.

## Współpraca międzynarodowa
Instytucja inicjuje i organizuje międzynarodowe projekty w ramach programów UE: od 2007 roku – „Uczenie się przez całe życie” („Gruntvig”, „Leonardo da Vinci”) oraz „Młodzież w działaniu”, od 2014 roku – „Erasmus+”. Placówka utrzymuje kontakty z partnerami działalności w krajach zagranicznych: Niemczech, Wielkiej Brytanii, Norwegii, Islandii i in. Uczestniczy w projektach innych instytucji. Pracownicy administracji placówki podnoszą kwalifikacje na międzynarodowych szkoleniach i seminariach, wyjeżdżają na konferencje, wymiany młodzieżowe i wyjazdy poznawcze w ramach programów UE.

## Galeria

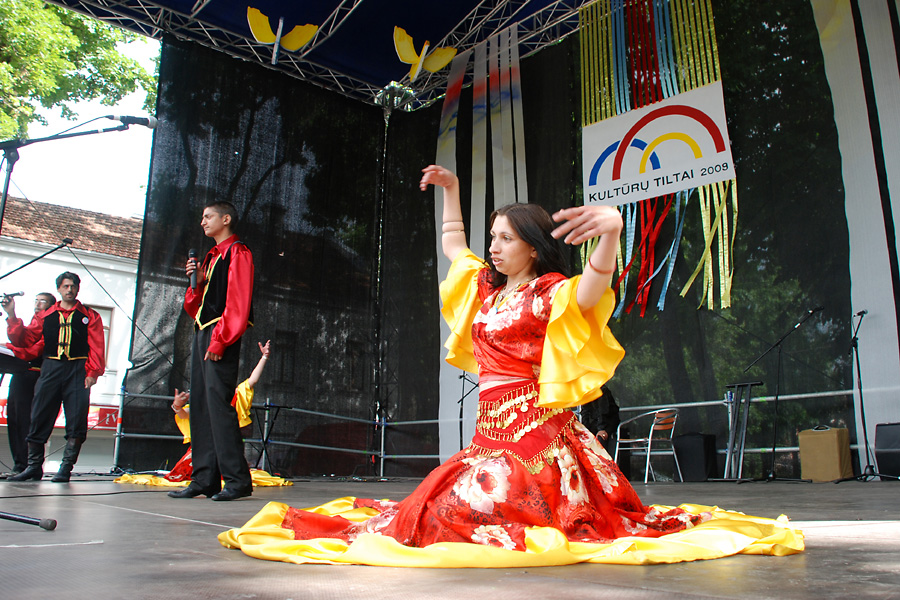
Kulturowe mosty 2009
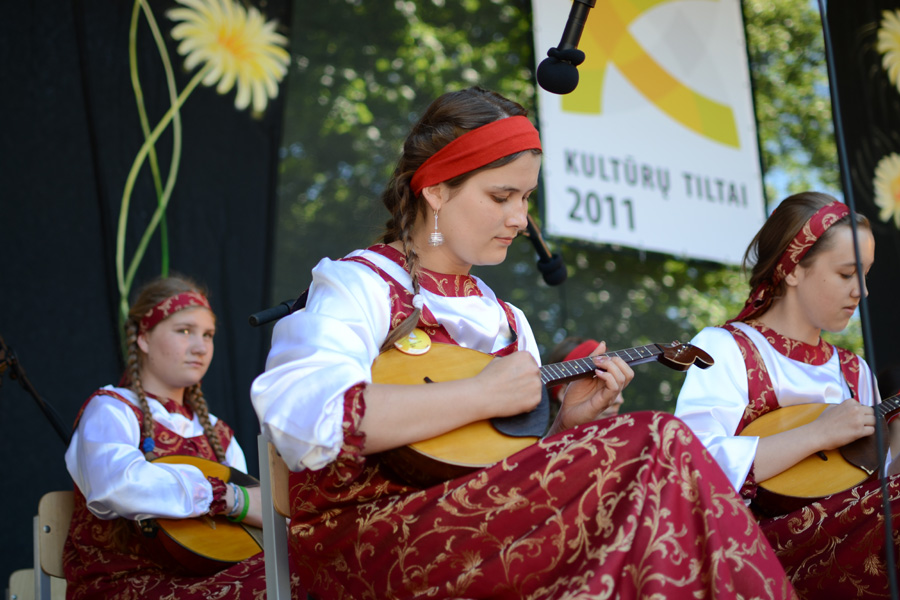
Kulturowe mosty 2011
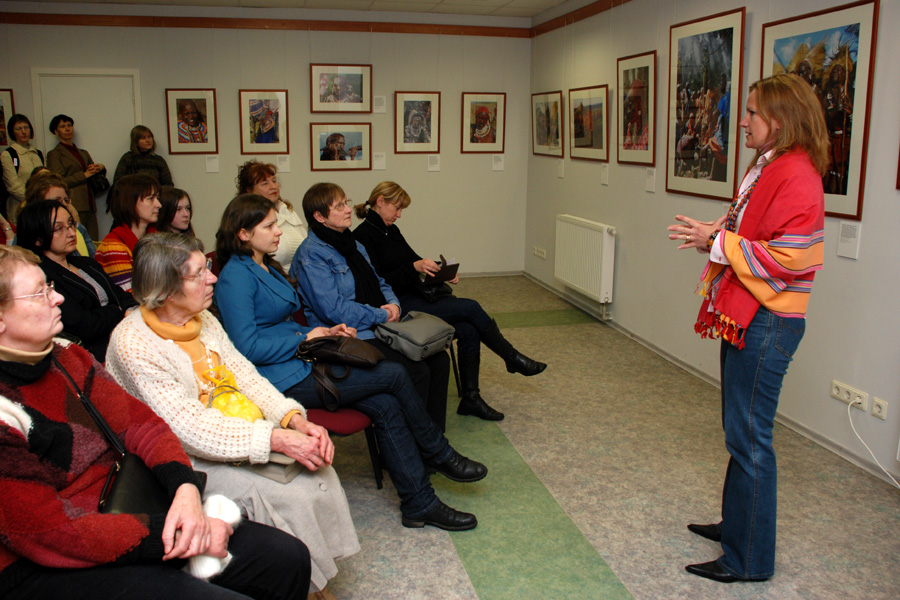
Wystawa o Afryce
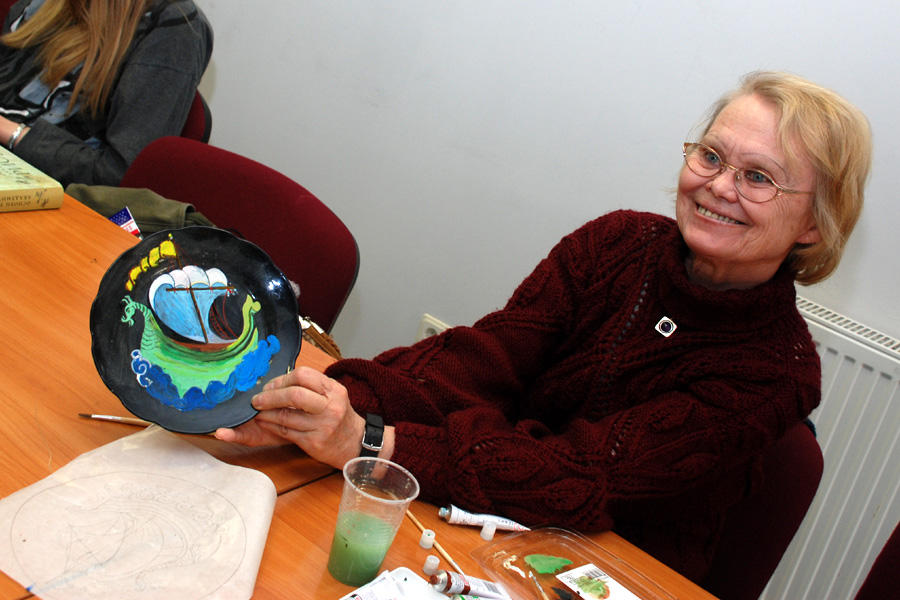
Szkolenia rzemiosła